# Olimpios
Olimpios (zm. 652) – egzarcha Rawenny w latach 649-652, samozwańczy cesarz bizantyński za panowania Konstansa II. 

## Życiorys
Był urzędnikiem dworskim i wodzem. W 649 cesarz wysłał go z misją uwięzienia papieża Marcina I do Italii. Tam Olimpios zbuntował się i sam ogłosił się władcą. Zdobył także poparcie na Sycylii. Zawarł sojusz z okupującymi znaczną część Italii Longobardami i wraz z ich pomocą zamierzał przedostać się do Konstantynopola. Zmarł nagle w trakcie przygotowań do wyprawy.